# Uncinocarpus uncinatus
Uncinocarpus uncinatus är en svampart som först beskrevs av Eidam, och fick sitt nu gällande namn av Currah 1985. Uncinocarpus uncinatus ingår i släktet Uncinocarpus och familjen Onygenaceae.   Inga underarter finns listade i Catalogue of Life.